# Globish
Globish (dels mots anglesos Global i English) és una versió simplificada de la llengua anglesa que només fa servir les paraules i frases més comunes, i és parlada per persones que utilitzen l'anglès com a llengua adquirida (i no materna).
Al contrari que l'anglès bàsic (Basic English), l'anglès simplificat (Simplified English) i l'anglès especial (Special English), no és formalitzat i ha sorgit com a pràctica estesa entre parlants. Per això, davant d'un exemple concret d'anglès, fa de mal determinar si es tracta de Globish o d'alguna altra versió reglada. Es pot considerar l'anglès internacional (International English) com la forma més estesa i formalitzada de Globish.

## Usos i alternatives
L'ús del Globish ha continuat estenent-se com a eina de comprensió mútua en les comunicacions internacionals simples, ja que és molt pràctic i va lligat a les necessitats de comunicació que requereix el fenomen de la mundialització.
Aquesta expansió ha arribat a un punt en què pot ser considerat una amenaça a la diversitat cultural i la puresa de les llengües no-angleses. Alguns també creuen que el Globish és limitat pel que fa a la capacitat d'expressió d'idees.
Les alternatives al Globish són les llengües inventades i altres llengües naturals. Les llengües inventades, com ara l'Esperanto, el Volapük o la Interlingua, són ben poc estudiades i no tenen un gran nombre de parlants. Les llengües naturals són una millor base per a una comunicació estesa, ja que són compartides per un gran nombre de parlants. Com més parlants, i com més estesos siguin, millor serà el funcionament de la llengua en qüestió. Quan algú escull una segona llengua per a comunicar amb els altres, decideix de manera natural quina llengua estudiar en funció del nombre (i el tipus) de persones que la parlen. Per això l'ús estès de l'anglès a tot el món fomenta l'augment del nombre de parlants, sobretot en formes com el Globish i l'anglès internacional.

## Alguns intents de formalitzar el Globish
El terme Globish també ha sigut utilitzat per descriure alguns intents per formalitzar-lo, com ara:
- Una variant de l'anglès amb una escriptura i pronunciació substancialment simplificades proposada per Madhukar Gogate el 1998. Més informació (en anglès) a Gogate Globish Profile
- Una variant de només 1500 paraules que segueix l'escriptura i pronunciació convencionals, dissenyada per Jean-Paul Nerrière per tal que els parlants de francès aprenguin Globish fàcilment. Parlez Globish, 2004